# 木村秀雄
木村 秀雄（きむら ひでお、1950年6月20日 - ）は、日本の文化人類学者、東京大学名誉教授。ラテンアメリカを対象とする文化人類学専攻。青年海外協力協会理事。青年海外協力隊の経験者でもある（隊次：昭和53年度1次隊、派遣国：ボリビア、職種：文化人類学）。

## 略歴
福岡県生まれ。東京教育大学附属小・中・高校（現・筑波大学附属小学校、同附属中学校・高等学校）を経て、1975年東京大学教養学部文化人類学専攻卒業、1977年同大学院修士課程修了、1978―1981年ボリビア国立人類学研究所研究員、1982年東京大学博士課程中退、亜細亜大学経済学部助教授、1992年東京大学教養学部助教授、1996年教授。2016年定年退任、名誉教授。

## 著書
- 『響きあう神話 現代アマゾニアの物語世界』世界思想社 1996
- 『水の国の歌』東京大学出版会（熱帯林の世界）1997

### 共編著
- 『文化人類学の展開 南アメリカのフィールドから』大貫良夫共編 北樹出版 1998
- 『クレオールのかたち カリブ地域文化研究』遠藤泰生共編 東京大学出版会 2002
- 『レヴィ＝ストロース『神話論理』の森へ』渡辺公三共編 みすず書房 2006
- 『中米・カリブ海、南米』黒田悦子共編 明石書店（講座世界の先住民族）2007
- 『ボリビアを知るための73章【第2版】』眞鍋周三 編著 明石書店 2013
- 『インカの世界を知る』高野潤共著 岩波ジュニア新書 2015

### 翻訳
- クロード・レヴィ＝ストロース『神話論理 4-1』吉田禎吾、中島ひかる、廣瀬浩司、瀧浪幸次郎共訳 みすず書房 2008